# Taghreed Hikmat
Taghreed Hikmat (Zarqa, Jordània, 1945) és una jutgessa jordana ja retirada. Va ser la primera jutgessa de Jordània quan va començar a exercir en 1998. També va formar part del Tribunal Penal Internacional per a Ruanda de 2003 a 2011.

## Carrera
Va estudiar dret a la Universitat de Damasc entre 1969 i 1973. En 1982 va començar a treballar com a advocada. En 1996 va passar a ser ajudant del procurador general de la Divisió de Drets Civils. En 1998 Hikmat va ser nomenada jutge del Tribunal d'Apel·lació, amb la qual cosa es va convertir en la primera jutgessa a Jordània. Entre 2002 i 2003 va ser jutge de l'Alt Tribunal Criminal.
El juny de 2003 Hikmat va ser un de 18 jutges triats per l'Assemblea General de les Nacions Unides per servir ad litem en el Tribunal Penal Internacional per a Ruanda (ICTR). Al setembre de l'any següent Kofi Annan, Secretari general de l'ONU, la va nomenar jutgessa provisional en el tribunal. Hikmat va ser jutgessa en el ICTR fins 2011, i va presidir el tribunal entre 2009 i 2010.
Ha sigut membre de la 26a sessió del Senat de Jordània. Ha criticat partits polítics jordans per tenir programes polítics superficials que només tenien en compte a les dones per obtenir el seu vot. Hikmat ha observat diversos reptes en la participació política de les dones a Jordània, incloent un sistema patriarcal, punts de vista estereotipats sobre els rols de les dones i una manca d'independència econòmica pel que fa als homes.